# Paolo Ricciardi
Paolo Ricciardi (ur. 14 marca 1968 w Rzymie) – włoski duchowny rzymskokatolicki, w latach 2018–2025 biskup pomocniczy diecezji rzymskiej, biskup diecezji Jesi od 2025.

## Życiorys

### Prezbiterat
Święcenia kapłańskie otrzymał 2 maja 1993 i został inkardynowany do diecezji rzymskiej. Po święceniach został asystentem przy rzymskim seminarium duchownym, a w kolejnych latach pracował duszpastersko w stołecznych parafiach (m.in. przy kościele św. Sylwii i przy parafii św. Karola z Sezze).

### Episkopat
23 listopada 2017 papież Franciszek mianował go biskupem pomocniczym diecezji rzymskiej ze stolicą tytularną Gabii. Sakry udzielił mu 13 stycznia 2018 wikariusz generalny Rzymu, arcybiskup Angelo De Donatis.
28 stycznia 2025 papież Franciszek mianował go biskupem diecezji Jesi. Urząd ten objął 29 marca 2025. 